# Émilie de Gaète
Émilie de Gaète (morte avant janvier 1036) fut duchesse de Gaète, d'abord comme épouse de Jean III (984-1008) puis comme régente de son petit-fils Jean V (1012-1032) jusqu'au moins en 1029.

## Biographie
À l'époque de son mariage Émilie (Hemilia ducissa senatrix), porte le titre romain de senatrix car elle est probablement issue de la puissante famille des Crescentius de Tusculum. Son union intervient dans le contexte d'une alliance entre les souverains de Gaète et l'aristocratie romaine afin de les resserrer les liens entre la maison de Gaète et la ville éternelle, cité du Pape et de l'empereur du Saint-Empire. Les noces interviennent avant janvier 998, lorsqu'Émilie apparaît en compagnie de son époux Jean au monastère de saint Nil le Jeune. Jean III meurt avant ou en 1008 et elle exerce brièvement la régence pour son fils Jean IV.
Lorsque Jean IV meurt à son tour entre avril et août 1012, elle exerce de nouveau la régence pour le compte de son petit-fils qui n'est encore qu'un enfant, Jean V et elle doivent faire face à l'opposition de Léon, son propre fils. En octobre ses partisans expulsent le prétendant. Mais elle doit négocier avec l'opposition de son fils, Léon, qui revendique la régence. Les deux partis se disputent la régence et cosignent les chartes jusqu'en janvier 1025, quand Léon apparaît pour la dernière fois dans le Codex diplomaticus Caietanus (en). Émilie est ensuite seule régente dans une charte de février suivant.
La politique romaine d'Émilie est fortement orientée vers le soutien du pape et des Lombards contre l'Empire byzantin. En 1012, elle accorde à un rebelle lombard nommé Dattus la garde d'une tour sur le Garigliano, dans le territoire de Gaète, avec l'appui des troupes pontificales de Benoît VIII. En 1014, au Castro Argento, situé également dans le domaine de Gaète, Émilie et Bernard, son beau-frère, l'évêque de Gaète (997-1049), accueillent plusieurs dirigeants locaux : Daufer de Traetto, Pandolf II de Capoue, Serge IV de Naples, Aténolf, abbé de Mont-Cassin ainsi que l'archevêque de Capoue. La conférence s'accorde sur une politique anti-byzantine.
En 1027, quand Serge IV est contraint de s'enfuir de Naples, Émilie lui donne refuge, car Jean V est son neveu maternel. Pendant son séjour, Serge négocie avec Émilie pour obtenir l'appui de Gaète afin de reprendre son duché et concède aux habitants de Gaète certains droits pour voyager dans les domaines napolitains. Un accord est signé entre les deux partis en février 1029. On ignore quand la régence d'Émilie se termine. Elle est décédée en 1036, quand son fils Léon II donne en sa mémoire une maison au monastère de Saint-Jean de Felline.

## Sources
- (en) F.M.G. LORDS of GAETA, DUKES of GAETA 867-[1032 (FAMILY of DOCIBILIS) ]
- Jules Gay, Histoire de l’Italie méridionale te de l’Empire Byzantin depuis l’avènement de Basile Ier jusqu'à la prise de Bari par les Normands Albert Fontemoing éditeur Paris 1904..